# Phyllomyza milnei
Phyllomyza milnei är en tvåvingeart som beskrevs av Steyskal 1942. Phyllomyza milnei ingår i släktet Phyllomyza och familjen sprickflugor. Inga underarter finns listade i Catalogue of Life.